# Walther Stampfli
Walther Stampfli (Büren, 3 dicembre 1884 – Zurigo, 11 ottobre 1965) è stato un politico svizzero.
Nel luglio 1940 è stato eletto nel Consiglio federale svizzero, rimanendovi fino al dicembre 1947.
Era rappresentante del Partito Liberale Radicale.
Ha guidato il Dipartimento federale dell'economia, della formazione e della ricerca dal 1940 al 1947.
Ha ricoperto la carica di Presidente della Confederazione svizzera nel 1944.